# Thermisches Spritzen

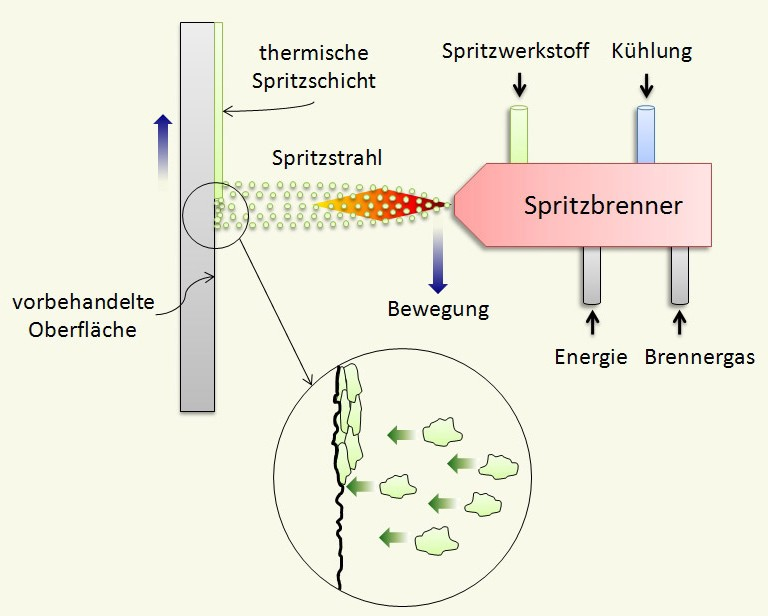
Prinzipdarstellung eines thermischen Spritzvorgangs

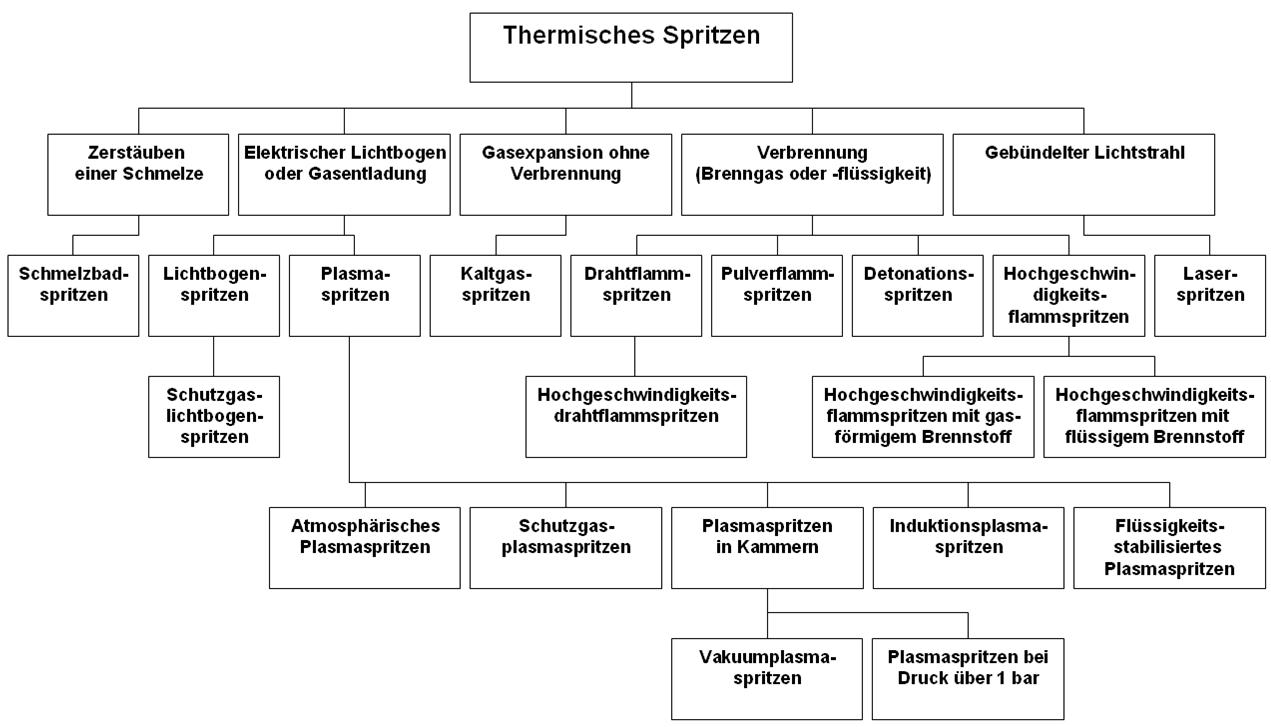
Einteilung der Spritzverfahren nach DIN EN 657

Die Verfahren des Thermischen Spritzens sind Oberflächenbeschichtungsverfahren. Laut der normativen Definition (DIN EN 657, Thermisches Spritzen - Begriffe, Einteilung) werden dabei Zusatzwerkstoffe, die so genannten Spritzzusätze, innerhalb oder außerhalb eines Spritzbrenners ab-, an- oder aufgeschmolzen, in einem Gasstrom in Form von Spritzpartikeln beschleunigt und auf die Oberfläche des zu beschichtenden Bauteils geschleudert. Die Bauteiloberfläche wird dabei (im Gegensatz zum Auftragschweißen) nicht angeschmolzen und nur in geringem Maße thermisch belastet. Eine Schichtbildung findet statt, da die Spritzpartikel beim Auftreffen auf die Bauteiloberfläche prozess- und materialabhängig mehr oder minder abflachen, vorrangig durch mechanische Verklammerung haften bleiben und lagenweise die Spritzschicht aufbauen. Qualitätsmerkmale von Spritzschichten sind geringe Porosität, gute Anbindung ans Bauteil, Rissfreiheit und homogene Mikrostruktur. Die erzielten Schichteigenschaften werden maßgeblich beeinflusst von der Temperatur und der Geschwindigkeit der Spritzpartikel zum Zeitpunkt ihres Auftreffens auf die zu beschichtende Oberfläche. Der Oberflächenzustand (Reinheit, Aktivierung, Temperatur) übt ebenfalls maßgeblichen Einfluss auf Qualitätsmerkmale wie die Haftfestigkeit aus.
Als Energieträger für die An- oder Aufschmelzung des Spritzzusatzwerkstoffes dienen elektrischer Lichtbogen (Lichtbogenspritzen), Plasmastrahl (Plasmaspritzen), Brennstoff-Sauerstoff-Flamme bzw. Brennstoff-Sauerstoff-Hochgeschwindigkeitsflamme (konventionelles und Hochgeschwindigkeits-Flammspritzen), schnelle, vorgewärmte Gase (Kaltgasspritzen) und Laserstrahl (Laserstrahlspritzen). Laut DIN-Norm EN 657 werden die Spritzverfahren nach diesen Kriterien eingeteilt.
Zweck dieser Verfahren ist die Beschichtung metallischer und nichtmetallischer Werkstoffe mit Metallen, oxidkeramischen Werkstoffen und carbidischen Werkstoffen (bzw. allgemein Verbundwerkstoffen) zum Zwecke der Veränderung und gezielten Anpassung von Oberflächeneigenschaften. Wichtige Industriezweige, in denen thermisch gespritzte Schichten eingesetzt werden, sind die Automobilindustrie, die Papier- bzw. Druckindustrie, die Luft- und Raumfahrtindustrie, die Abfallindustrie, die energieerzeugende Industrie und der allgemeine Maschinen- und Anlagenbau. Die Hauptanwendungsfelder sind dabei der (kombinierte) Verschleiß- und Korrosionsschutz, der Schutz vor Heißgaskorrosion, die thermische Isolation oder die Anpassung von Reib- und Gleiteigenschaften.

## Thermische Spritzverfahren
- Schmelzbadspritzen (Zusatzwerkstoff in Tiegel aufgeschmolzen)[2]
- Lichtbogenspritzen (Drahtlichtbogenspritzen)
- Plasmaspritzen
  - an Atmosphäre
  - unter Schutzgas
  - unter niedrigem Druck (Vakuum)
- Flammspritzen
  - Pulverflammspritzen
  - Drahtflammspritzen
  - Kunststoffflammspritzen
- Hochgeschwindigkeit-Flammspritzen
  - mit gasförmigem Brennstoff
  - mit Flüssigbrennstoff
- Detonationsspritzen (Flammschockspritzen)
- Kaltgasspritzen
- Laserspritzen
- PTWA-Spritzen (Innenbeschichtung, PTWA = Plasma Transferred Wire Arc)